# وانگ شیائوتیان
وانگ شیائوتیان (انگلیسی: Wang Xiaotian؛ زادهٔ ۹ فوریهٔ ۱۹۵۵) بازیکن واترپلو اهل چین بود.
وی در مسابقات کشوری و بین‌المللی در مجموع برندهٔ ۲ مدال طلا شده‌است.